# بطولة العالم لسباقات فورمولا 1 موسم 1990
بطولة العالم لسباقات فورمولا 1 موسم 1990 عقدت في سنة 1990 م، وفاز بها آيرتون سينا (بالإنجليزية: Ayrton Senna)‏ من فريق ماكلارين (بالإنجليزية: McLaren)‏ بسيارته الهوندا. آيرتون سينا الذي بدأ السباق في الخط رقم 10 حصل على أفضل توقيت في الجولة 2 من السباق في أسرع لفة له. هذا السائق في المجموع حصد 78 نقطة.

## الوصلات الخارجية
- الموقع الرسمي للفورمولا 1